# Step Up
Step Up è un film del 2006 diretto da Anne Fletcher.
Film incentrato sul mondo del ballo con i protagonisti Channing Tatum e Jenna Dewan, diretto dalla coreografa Anne Fletcher.
Nonostante il film abbia ricevuto giudizi negativi da parte della critica, è stato un successo al botteghino, incassando oltre 114 milioni di dollari a fronte di un budget di produzione di 12 milioni. Dal film sono stati inoltre tratti quattro sequel; la serie di film ha incassato in totale oltre 630 milioni di dollari.

## Trama
A seguito di una festa, i fratelli Mac e Skinny Carter e il loro amico Tyler Gage, entrano nel teatro della Maryland School of Arts, danneggiando molti degli oggetti di scena. Quando una guardia di sicurezza arriva, Tyler aiuta la fuga dei due, prendendosi la responsabilità per gli atti di vandalismo.
Il ragazzo viene condannato a 200 ore di servizio alla comunità, che devono essere svolte nella scuola. Mentre lavora come bidello, gli capita di osservare un corso di danza nel quale è presente Nora Clark, una studentessa che si sta preparando per una performance di danza professionale. Quando il suo partner di ballo, Andrew, si sloga una caviglia, Nora si ritrova senza un partner per la sua esibizione e decide quindi di mettere alla prova alcuni studenti del secondo anno per sostituirlo, ma nessuno è in grado di soddisfare le sue aspettative. Tyler si offre di aiutarla, dimostrando di riuscire a sollevarla, e  Nora riesce a convincere la direttrice Gordon a consentire al ragazzo di provare con lei. Mentre continuano a provare, Nora e Tyler si avvicinano e imparano entrambi i loro rispettivi stili di danza.
Il legame di Nora con Tyler cresce e, un giorno, lei lo porta sul lungomare, luogo a lei caro in cui lavorava suo padre, scomparso da un paio di anni, e gli confessa che aveva immaginato la sua coreografia come una performance con più persone insieme, piuttosto che un duetto. Tyler vuole aiutare Nora a realizzare il suo sogno e perciò inizia a selezionare giovani ballerini della scuola per svolgere il balletto. Nora intanto rompe con il suo ragazzo, Brett, a causa del comportamento egoista che dimostra escludendo Miles, un suo amico, da un progetto musicale a cui lavoravano da molto tempo. Nel mentre Tyler continua a tentare di trovare un equilibrio tra i suoi nuovi obiettivi, i suoi nuovi amici e il rapporto tormentato con quelli vecchi.
Tyler chiede alla direttrice Gordon di permettergli di frequentare la scuola, lei gli dice che in qualche modo deve dimostrarle di meritare una chance. Sentendo ciò dal ragazzo, Nora propone di chiedere alla direttrice che la performance del loro balletto funga anche come provino per Tyler. Una sera, in un club, i due finalmente si baciano e iniziano una relazione insieme, nel mentre però quella tra Tyler e i suoi vecchi amici si affievolisce sempre di più. Le prove continuano normalmente, fino a quando Andrew, ex partner di ballo di Nora, torna apparentemente guarito dal suo infortunio. Tyler si sente inutile per il saggio e di conseguenza lascia il gruppo tornando così al suo servizio per la comunità e ai suoi vecchi amici. Tuttavia, nel corso della formazione, Nora accetta di cambiare la coreografia e trova che la nuova performance ora sia troppo difficile da effettuare  per il partner originale. Andrew si dimette dal balletto e Nora si ritrova, ancora una volta, senza un partner. Ormai spacciata, ritiene di abbandonare la sua carriera da ballerina, ma riceve un forte incoraggiamento da sua madre, che fino a quel momento è stata sempre contro il suo futuro nella danza. Nora riprende fiducia in se stessa e trasforma la coreografia in un pezzo da solista.
Una sera, il fratello minore di Mac, Skinny, ruba una macchina per farsi considerare maggiormente dal fratello, ma mentre mostra a Mac il veicolo viene colpito a morte da Pj, il proprietario dell'auto. Mac e Tyler si rendono conto che hanno bisogno di cambiare e fare scelte migliori nella loro vita. Tyler così si presenta la sera del saggio da Nora quando lei sta per esibirsi e cerca di convincerla a fargli eseguire la coreografia con lei e di perdonarlo per aver esagerato. Lei rifiuta inizialmente, ma cambia idea quando Tyler le augura buona fortuna e sta per andarsene. Quando il sipario si apre Tyler, Nora e gli altri studenti svolgono la loro coreografia originale e, dopo lo spettacolo, la direttrice Gordon è soddisfatta della loro performance e la folla è in delirio.
Infine Nora ottiene una scrittura in una importante compagnia di ballo e Tyler viene ammesso alla scuola come nuovo allievo. I due ragazzi, alla fine, tornano insieme e si baciano.

## Colonna sonora
La colonna sonora del film è composta da brani hip hop e R&B, tra i quali spiccano Give It Up To Me di Sean Paul e il remix di Get Up di Ciara feat. Chamillionaire, dove gli attori protagonisti compaiono nei relativi videoclip.

### Tracce
1. Bout It - Yung Joc featuring 3LW
2. Get Up - Ciara featuring Chamillionaire
3. (When You Gonna) Give It Up to Me - Sean Paul featuring Keyshia Cole
4. Show Me The Money - Petey Pablo
5. 80's Joint - Kelis
6. Step Up - Samantha Jade
7. Say Goodbye - Chris Brown
8. Dear Life - Anthony Hamilton
9. For the Love - Drew Sidora featuring Mario Ghitti
10. Ain't Cha - Clipse featuring Re-Up Gang and Roscoe P. Goldchain
11. I'mma Shine - YoungBloodZ
12. Feelin' Myself - Dolla
13. Til the Dawn - Drew Sidora
14. Lovely - Deep Side
15. U Must Be - Gina Rene
16. Made - Jamie Scott

## Riconoscimenti
- 2007 - Teen Choice Awards
  - Miglior ballo a Jenna Dewan e Channing Tatum
  - Nomination Miglior film drammatico
  - Nomination Miglior attore in un film drammatico a Channing Tatum
- 2007 - Young Artist Awards
  - Nomination Miglior attrice giovane non protagonista a Alyson Stoner

## Sequel
Del film sono stati realizzati quattro sequel: Step Up 2 - La strada per il successo (2008), Step Up 3D (2010), Step Up Revolution (2012), Step Up All In (2014) e lo spin-off Breaking Dance (2015). Più una serie del (2018) Step Up: High Water

## Curiosità
I due protagonisti Channing Tatum e Jenna Dewan, innamoratisi proprio sul set, si sono sposati nel 2009. I due hanno anche una figlia Everly. Il 3 aprile 2018, dopo nove anni di matrimonio, i due comunicano attraverso i social la loro separazione.